# Péterhida
Péterhida è un comune dell'Ungheria di 194 abitanti (dati 2001) situato nella contea di Somogy, nell'Ungheria centro-occidentale.